# Даниел Джан
Даниел Джан (на китайски: 张勇, на пинин: Zhāng Yǒng, Джан Юн) е китайски бизнесмен, ръководител на предприятието за електронна търговия „Алибаба“ от 2019 година.

## Биография
Джан Юн е роден на 11 януари 1972 година в Шанхай. Завършва финанси в Шанхайския финансово-икономически университет.
След дипломирането си Джан постъпва на работа в британската банка „Беърингс Банк“, но малко по-късно през 1995 година тя фалира. От 1995 до 2002 година работи в американската одиторска агенция „Артър Андерсън“, която също е закрита, заради участието си в скандала с „Енрон“. През следващите две години работи в друга голяма одиторска агенция, британската „ПрайсуотърхаусКупърс“.
През 2007 година Даниел Джан е назначен за финансов директор на „Таобао“, подразделението на „Алибаба“ за C2C онлайн търговия, а година по-късно става негов оперативен директор. При реорганизация на „Таобао“ през 2011 година оглавява „Тимол“, обособената в самостоятелно предприятие дотогавашна платформа за B2C продажби. На тази длъжност той инициира промоционалният „Ден на необвързаните“, който има огромен успех в Китай, надминавайки по обем на продажбите подобни събития като Черния петък и Киберпонеделника.
През 2013 година Джан става оперативен директор на цялата група на „Алибаба“, а през 2015 година наследява Джонатан Лу като неин изпълнителен директор. На 10 септември 2019 година той става президент на „Алибаба“, поемайки поста от оттеглилия се основател на компанията Джак Ма.